# Hausa (Volk)
Die Hausa (alternative Schreibweisen und Untergruppen Haussa, Haoussa, Adarawa, Adarawa Hausa, Arawa, Arewa, Fellata, Hausa Ajami, Hausa Fulani, Hausawa, Kurfei, Kurfeyawa, Kurfey Hausa, Maguzawa, Soudie und Tazarawa) sind eine Ethnie, die in weiten Teilen Nord-, West- und Zentralafrikas lebt. Den Schwerpunkt der Besiedlung bildet der Norden von Nigeria und der Südosten Nigers. Ihre Sprache ist das Hausa.

## Verbreitung der Hausa

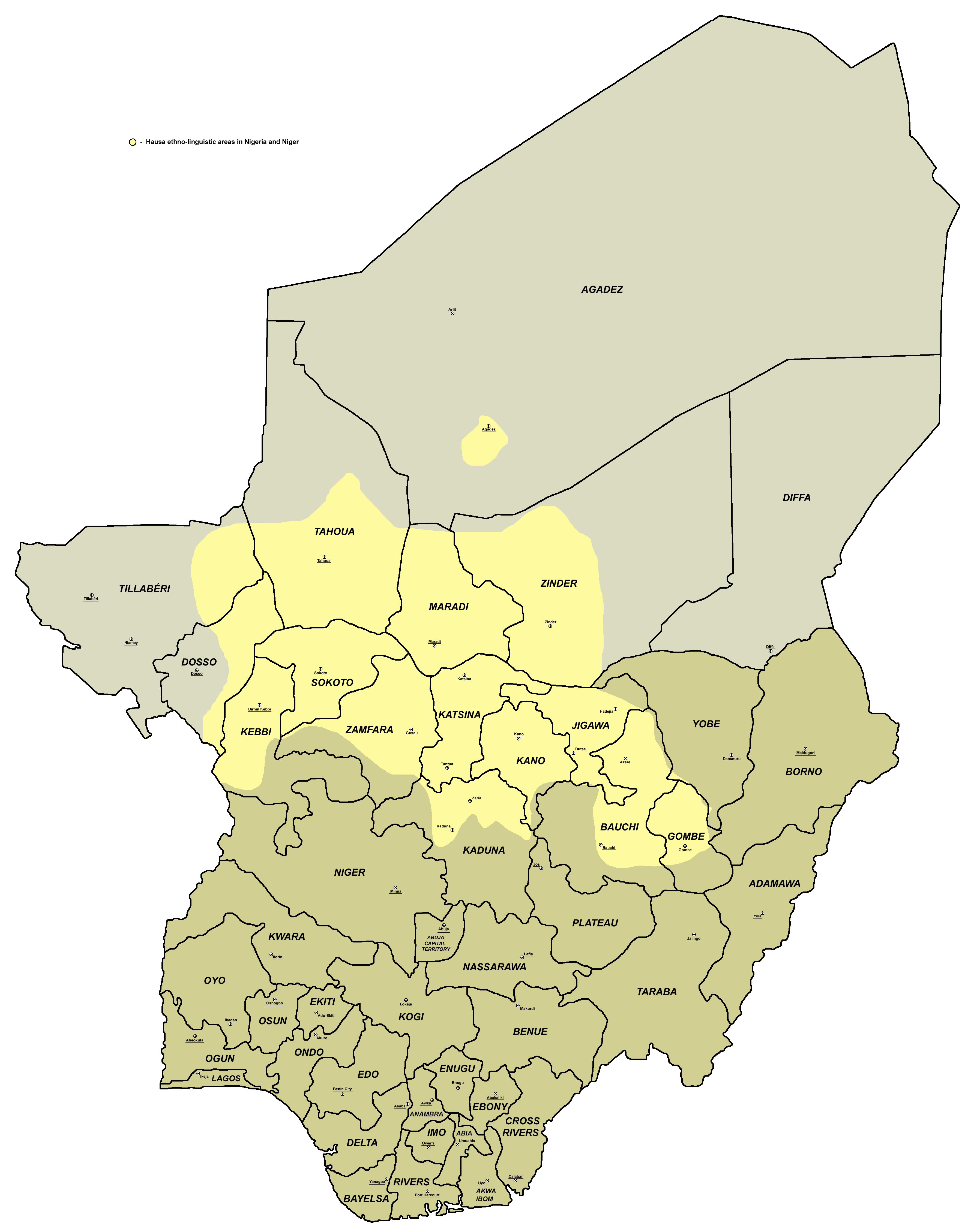
Verbreitung der Hausa-Sprache in Niger und Nigeria (gelb)

Allein in Nigeria (Bundesstaaten: Kano, Katsina, Sokoto und Kaduna) zählte diese Volksgruppe ca. 18.525.000 Einwohner (im Jahr 1991 SIL).
Im Niger leben 5.000.000 (im Jahr 1998) Hausa, was etwa die Hälfte der Gesamtbevölkerung des Niger ausmacht. Weitere Angehörige der Hausa sind in vielen Ländern des nördlichen, westlichen und zentralen Afrika in Gruppen verschiedener Größe zu finden. Zu nennen sind hier weiter
- Sudan (ca. 489.000[1]),
- Kamerun (ca. 23.500[1]),
- Ghana (ca. 202.000[2]),
- Tschad (ca. 158.000[2]),
- Elfenbeinküste (ca. 108.000[2]),
- Benin (ca. 34.000[2]),
- Zentralafrikanische Republik (ca. 29.000[2]),
- Togo (ca. 14.000[2]),
- Äquatorialguinea (ca. 11.000[2]),
- Algerien (ca. 9.000[2]),
- Gabun (ca. 8.400[2]),
- Kongo (ca. 8.100[2]),
- Gambia (ca. 7.300[2]),
- Burkina Faso (ca. 500[1]).

Die Gesamtzahl dieser Volksgruppe bemisst sich in allen Ländern auf eine Bevölkerung von ca. 24.162.000. Aufgrund von Zuwanderung leben auch in einigen Staaten Europas, insbesondere in Frankreich und Deutschland, Bevölkerungsgruppen der Hausa.

## Geschichte

Wohlhabende Hausa zur deutschen Kolonialzeit (Foto vor 1910)

Ein Gründungsmythos der Hausa besagt, der Gründer des Volkes, Bayajidda, sei aus dem Osten gekommen, da er seinem Vater davongelaufen war. Bayajidda kam in den Ort Gaya, in dem er einen Schmied beauftragte, ihm ein Messer zu fertigen. Mit diesem Messer ging Bayajidda nach dem Gründungsmythos in die Ortschaft Daura, in der er die Menschen von der Herrschaft einer heiligen Schlange befreite, die das Volk vom Wasser an sechs Tagen in der Woche fernhielt. Magajiya, die Königin in Daura, gab sich selbst dem Befreier Bayajidda zur Frau und gebar ihm sieben gesunde Söhne. Jedem dieser Söhne wurde ein Teil des Landes zur Herrschaft gegeben und sie gründeten die sieben Hausastaaten.
Zwischen 500 n. Chr. und 700 n. Chr. stiegen die sieben Staaten der Hausa (Hausa Bakwai, die echten Hausa) langsam zu einer bedeutenden Macht in der Region auf. In der Zeit des Aufstiegs kam es auch zu Auseinandersetzungen zwischen den einzelnen Hausastaaten im Kampf um die Vorherrschaft in der Region. Erst im 12. Jahrhundert waren die Hausa zur vorherrschenden Macht in der Region geworden. In einer Serie von Heiligen Kriegen wurden die Staaten der Hausa im Norden des heutigen Nigeria in den frühen Jahren des 18. Jahrhunderts von den Fulbe besiegt. Die Fulbe gründeten das Sokoto-Kalifat, das seinerseits in 15 Teile (Emirate) unterteilt wurde. Jedes Emirat wurde von einer herrschenden Dynastie der Fulbe regiert.
Die herrschenden Hausa in den Staaten Zaria, Katsina und einem weiteren gründeten an anderen Orten neue Reiche. Diese Reiche waren Abuja, Maradi und Arguna und blieben im Folgenden von weiteren Invasionen der Fulbe unberührt. Die Fulbe, insbesondere die herrschende Schicht übernahmen nach und nach die Sprache und kulturellen Eigenheiten der Hausa, bedingt auch durch Mischehen, die zur Festigung der Herrschaft mit den Nachfahren der ehemaligen Herrscherfamilien eingegangen wurden. Es kam relativ zügig zu einer Vermischung beider Völker, die nunmehr ebenfalls unter die Bezeichnung Hausa fallen.
Die Fulbe in den ehemaligen Gebieten der Hausa wurden im Wege der Kolonialisierung von den Briten abgesetzt und das Staatengefüge in das heutige Nigeria eingebunden. Im Norden des Landes spielen die Hausa die dominierende politische Rolle.

### Politisches System
Die ehemaligen Staaten der Hausa waren aristokratisch organisiert. Die Familien, die ihre Herkunft auf den Gründungsvater Bayajidda zurückverfolgen konnten, gehörten der königlichen Familie an. Die Fulbe übernahmen die aristokratisch organisierte Führungsrolle mit eigenen Führern im frühen 18. Jahrhundert.
Die sieben Staaten der Hausa im Norden des heutigen Nigeria nannten sich Biram, Daura, Kano, Katsina, Gobir, Rano und Zaria (auch: Zazzau).

## Wirtschaft
Seit der Gründung der sieben Staaten der Hausa verteilten die Stämme die wirtschaftlichen Aufgaben nach der Lage des Staatsgebiets und der vorhandenen Ressourcen. Kano und Rano sind bekannt als „Chiefs of Indigo“. Baumwolle wurde von den Hausa stark angebaut, so dass die Hausa Kleidung produzierten und diese mit Karawanen auf Handelsrouten in Westafrika handelten. Biram war der Regierungssitz und Zaria wurde durch die Organisation von Arbeitskräfte bekannt als „Chief of Slaves“. Katsina und Daura waren die „Chiefs of the Market“, da ihre geographische Lage an den Handelsrouten aus der Sahara diese Städte optimal an den überregionalen Handel anbanden. Gobir im Westen des Gebietes der Hausa war als „Chief of War“ bekannt. Gobir war auch wesentlich am Schutz des Reichs vor Invasoren aus Ghana und den Songhai beteiligt.

## Kultur

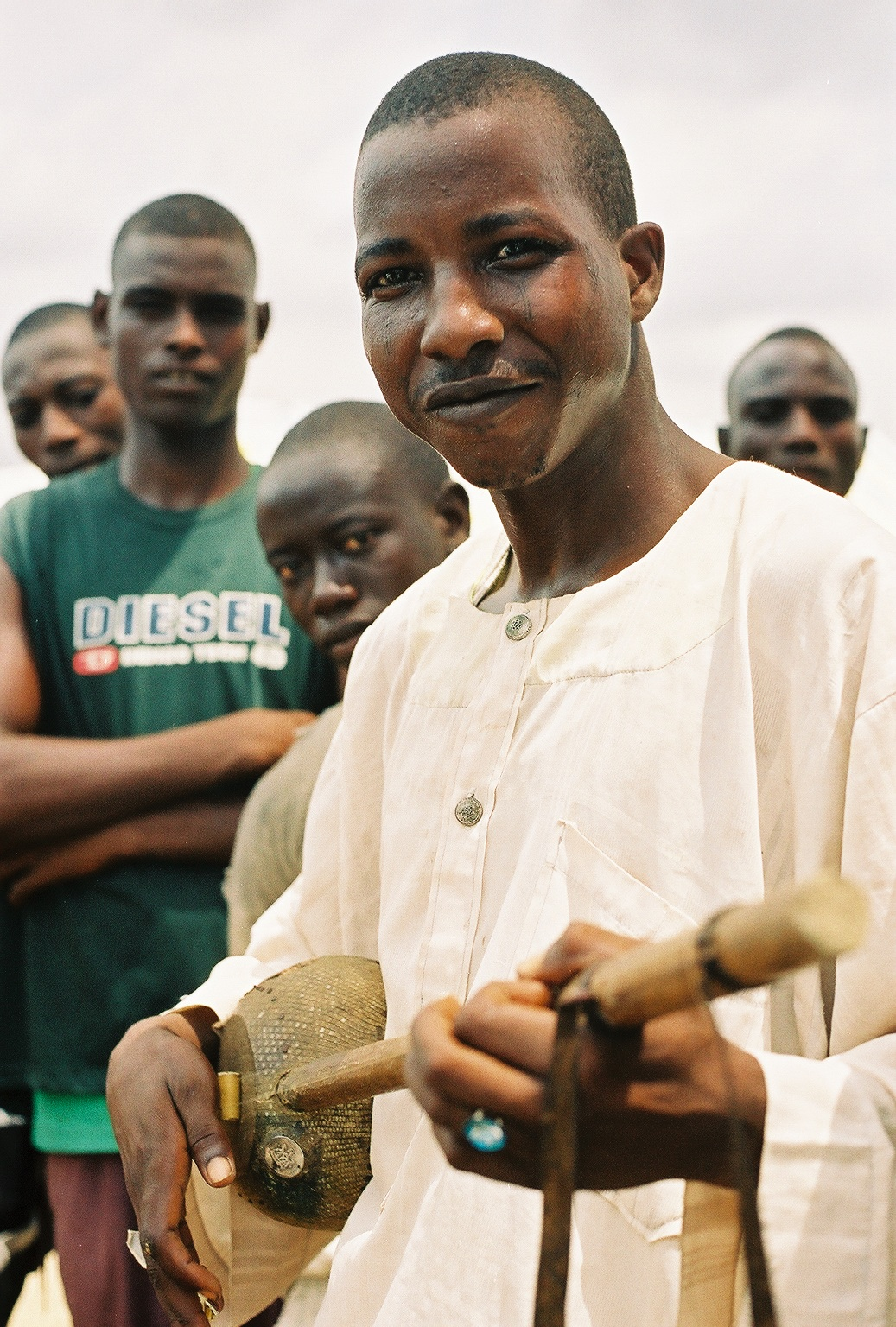
Marok'i (Griot der Hausa) mit der Langhals-Spießlaute molo (Typ ngoni) in Nigeria

Kano wird als Zentrum der Kultur und des Handels der Hausa bezeichnet. Die Hausa haben aufgrund der geschichtlichen Ereignisse eine Bindung zu den Fulbe, Songhai, Mandé und Tuareg. Insgesamt sind die Hausa in Westafrika eines der dominierenden Völker. Besonders in Niger, aber auch im Norden Nigerias sind die Hausa bis heute wichtiges Element der modernen Staaten.
Die Musik der Hausa basiert im Wesentlichen auf einer Liedtradition, die von einem Sänger zumeist mit Trommelbegleitung vorgetragen wird. Es gibt Preislieder für Herrscher und für andere wohlhabende Auftraggeber, sowie Lieder, in denen es um Alltagsthemen geht. Mit Sanduhrtrommeln wie der besonders populären kalangu kann die Tonsprache der Hausa imitiert werden, ebenso mit der zweifelligen Zylindertrommel ganga. Die große Kesseltrommel tambari (die über die nordafrikanische t'bol auf die arabische tabl zurückführt) ist ein Symbol der alten Herrschermacht und wurde seit dem 16. Jahrhundert zusammen mit der Metalltrompete kakaki bei Staatszeremonien gespielt. Die einsaitige Fiedel goge dient zur Begleitung von Unterhaltungsliedern und gilt bei strengen Muslimen als unislamisch. Die kuntigi ist eine einsaitige, die garaya eine zweisaitige Zupflaute vom Typ der ngoni. Einer der bekanntesten Preisliedsänger war Muhamman Shata (1923–1999).

## Religion
Die Hausa sind im gesamten Verbreitungsgebiet überwiegend Sunniten. Wenige gehören noch heute den traditionellen Religionen an (Maguzawa), einige wurden durch die Kolonialmächte zum Christentum bekehrt. Auch die Bibel ist für diese Volksgruppe im 20. Jahrhundert ins Hausa übersetzt worden.
Der Islam wurde von den Hausa bereits im frühen 11. Jahrhundert angenommen. Der Überlieferung nach wurde diese Religion zu den Hausa durch Muhammad al-Maghili gebracht. Er war islamischer Geistlicher, Lehrer und Missionar, der am Ende des 15. Jahrhunderts aus Bornu stammend die Missionierung der Hausa beeinflusste. Der Beginn der Islamisierung verlief friedlich, vermutlich durch handelsbedingten kulturellen Austausch und Pilger, die sich als Reisende durch das Land der Hausa bewegten. Die frühe Islamisierung ging mit einer Vermischung des Islams mit den traditionellen Religionen der Hausa einher. Erst mit dem Sieg der Fulbe über die Staaten der Hausa wurde die Islamisierung vermehrt vorangetrieben.
Aus vorislamischer Zeit stammen die Besessenheitskulte Bori und Dodo.

## Bekannte Hausa
- Baba von Karo (um 1890–1951), Verfasserin einer Autobiographie mit vielen ethnographischen Informationen
- Sani Abacha (1943–1998), General und Staatspräsident Nigerias
- Falké Barmou (um 1926–2002), Architekt
- Issa Ibrahim (1922–1991), Minister in Niger
- Mahamadou Issoufou (* 1952), Staatspräsident Nigers
- Sanoussi Jackou (1940–2022), Minister in Niger
- Ibra Kabo (1921–2003), Minister in Niger
- Noma Kaka (1920–1993), Minister in Niger
- Harou Kouka (1922–2008), Minister in Niger
- Aliou Mahamidou (1947–1996), Premierminister Nigers
- Mamoudou Maïdah (1924–2005), Minister in Niger
- Moutari Moussa (* 1948), Präsident der Nationalversammlung Nigers
- Mahamane Ousmane (* 1950), Staatspräsident Nigers